# Nojals-et-Clotte
Nojals-et-Clotte è un comune francese soppresso del dipartimento della Dordogna nella regione dell'Aquitania-Limosino-Poitou-Charentes. Dal 1º gennaio 2016 si è fuso con i comuni di Beaumont-du-Périgord, Labouquerie e Sainte-Sabine-Born per formare il nuovo comune di Beaumontois-en-Périgord di cui è comune delegato.

## Società

### Evoluzione demografica
Abitanti censiti